# Central hidroelèctrica de Vielha
La Central hidroelèctrica de Vielha està situada a la població de Vielha, a la comarca de la vall d'Aran. Forma part d'una cadena de salts hidroelèctrics del Garona aranès. Fou inaugurada el 1947 per la Sociedad Productora de Fuerzas Motrices, que en aquell moment estava integrada dintre del grup de la Barcelona Traction. Era la segona gran central hidroelèctrica posada en funcionament a la vall d'Aran, després de la central hidroelèctrica de Cledes, que entrà en funcionament el 1929, havent estat construïda per la mateixa empresa.
La central de Vielha no té capacitat de regular cabals i el seu funcionament depèn de la central d'Arties. La seva única missió és la de produir energia elèctrica.
L'aigua turbinada de la central de Vielha es deriva mitjançant una galeria cap la canalització soterrada de 6,6 quilòmetres de longitud que les duu fins al dipòsit regulador del Salt de Benós, situat a una altitud de 927 metres a la central de Benós.
Actualment (2020) les instal·lacions són operades per Endesa, filial de la societat italiana Enel.

## Antecedents

### La primera central a Vielha
L'any 1911 es posà en marxa a Vielha la primera central hidroelèctrica de la vall d'Aran, amb un radi d'influència purament local, subministrant electricitat per l'enllumenat públic i per a cases particulars. Estava ubicada a un costat del riu Nere.

### Concessions hidroelèctriques
Lluís Rouvière i Bula era un enginyer industrial barceloní que va sol·licitar la concessió de 14 salts hidroelèctrics a la Vall d'Aran, essent publicada la seva sol·licitud el 10 d'agost de 1900 en el Butlletí Oficial de la província de Lleida.
Rouvière morí el març de 1904. La seva vídua, Sebastiana Gómez, les traspassà al banquer madrileny Teófilo Benard, el qual establí contacte amb Emili Riu i Periquet per dur endavant els projectes.
Les concessions van acabar en mans de la Sociedad Productora de Fuerzas Motrices, companyia creada el 1917 per Emili Riu. El 14 de març de 1943 es publicava en el BOE la concessió a aquesta companyia de l'aprofitament hidroelèctric de la cadena de salts que formarien les central hidroelèctriques d'Arties, Vielha i Benós.

## Components de la central

### Conca de captació i canalització

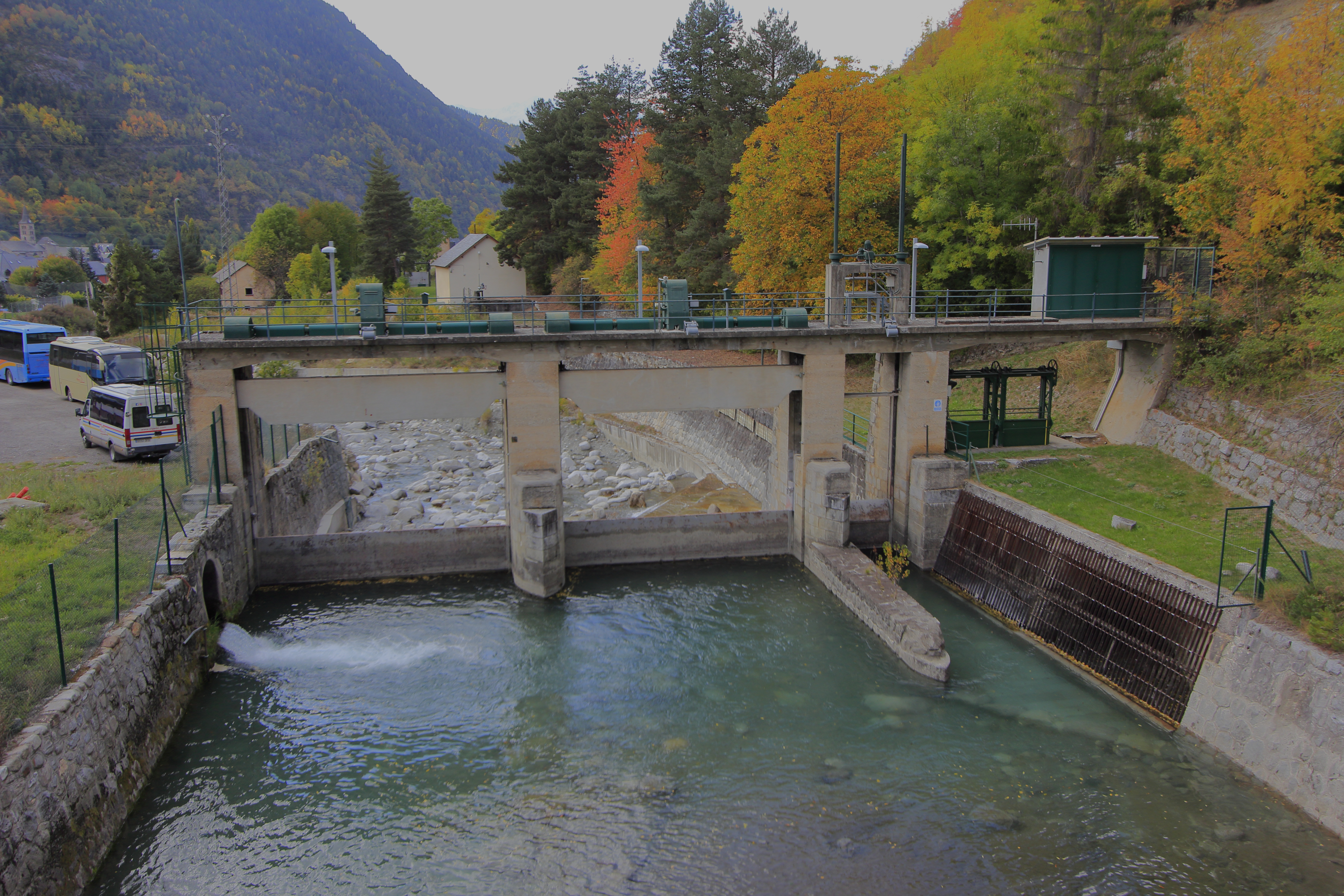
Barratge deth Garona. A l'esquerra, desguàs de la central d'Arties, i a la dreta, captació d'aigua per a la central de Vielha

La captació d'aigua que alimenta la central de Vielha es troba just aigües amunt de la presa del Garona, al marge dret del riu. La presa, malgrat està físicament situada davant de la central d'Arties, forma part de la central de Vielha. De fet, Enel, l'operadora de la instal·lació, l'anomena presa de Vielha.
La presa d'aigua està situada a una altura de 1.153 metres, i deriva l'aigua cap a la canalització soterrada de 6-600 metres que finalitza en el dipòsit regulador del Salt de Vielha, situat a una alçada de 1.150 metres.
EL punt de captació a la presa del Garona rep aigua dels següents orígens:
- Aigua procedent de la central d'Arties que un cop ha estat turbinada, desaigua al Garona justa aigües amunt de la presa del Garona.
- Aigua procedent del riu Garona que és derivada a la presa del Garona.

La canalització té el seu origen al marge esquerra del Garona, i ha de travessar el llit fluvial de la Garona mitjançant un sifó.

### Salt de Vielha
La canonada forçada es troba rere la nau que allotja les turbines, a Vielha. El salt té una longitud de 405 metres, i un diàmetre mig de 1,90 metres. El desnivell del salt és de 197 metres i el cabal màxim és de 7 metres cúbics per segon. Les canonades foren fabricades per l'empresa La Maquinista Terrestre i Marítima en els seus tallers de Barcelona.

### Generació
L'aigua alimenta dos grups hidroelèctrics bessons. Cadascun té una turbina turbina Francis amb eix vertical, i un alternador que produeix electricitat amb un voltatge de 6.300 V i 12.500 kVA., treballant a 750 revolucions per minut.

## Transformació i transport
Quan es va posar en marxa la central el 1947 provisionalment es van instal·lar uns transformadors de fabricació espanyola, per ser substituïts posteriorment per uns de definitius de General Electric.
La subestació elèctrica de la central compleix dues funcions:
- A través dels transformadors, adapta la tensió de l'energia elèctrica produïda per que el transport de l'energia pugui viatjar grans distàncies.
- Enllaça amb la línia d'alta tensió que transporta l'energia elèctrica cap a l'estació transformadora de la Central d'Arties.

Per transportar el corrent elèctric de la central es feia servir una línia d'alta tensió a 110 KV que s'havia construït el 1929 juntament amb la central hidroelèctrica de Cledes. A través del port de la Bonaigua l'electricitat es portava a la subestació elèctrica de la Pobla de Segur (coneguda com "El Poste"), construïda per Energia Elèctrica de Catalunya, empresa controlada des de 1923 de la Riegos y Fuerzas del Ebro.
Durant els mesos de setembre i desembre de 2016 es va canviar el transformador central existent.

## Resum característiques i producció
|                               | Central hidroelèctrica de Vielha        |
| Any posada en marxa           | 1947                                    |
| Construïda per                | Sociedad Productora de Fuerzas Motrices |
| Operada per                   | Endesa                                  |
| Salt                          | Vielha                                  |
| Altitud                       | 1.150,00 metres                         |
| Desnivell                     | 197,00 metres                           |
| Longitud canonada forçada     | 405,00 metres                           |
| Cabal d'aigua nominal         | 7 metres cúbics/segon                   |
| Sala de màquines              |                                         |
| Altitud                       | 950,82 metres                           |
| Nombre de grups               | 2                                       |
| Turbines per grup             | 1 turbina Francis d'eix horitzontal     |
| Potencia instal·lada per grup | 11 MW                                   |
| Potència instal·lada total    | 22 MW                                   |
| Producció mitja total anual   | 75,9 GWh                                |

## Mesura d'eficiència
A partir de les dades de característiques tècniques i producció de cadascuna de les centrals, es poden obtenir indicadors de la seva eficiència.
|                      | Central Hidroelèctrica de Vielha |
| Mesures d'eficiència |                                  |
| Potència mitja anual | 8,66 MW                          |
| Factor de planta     | 0,3938                           |

El factor de planta proporciona un indicador de l'eficiència en la producció d'energia. La tendència en el disseny de les centrals hidroelèctriques és que operin com a plantes per pics o puntes, entrant en operació durant les hores de major demanda d'energia en el sistema elèctric. Per a això cal una gran capacitat instal·lada, atès que durant aquestes hores el sistema elèctric necessita aquesta potència. Un altre factor que afecta molt a aquest indicador és la disponibilitat d'aigua, o la seva estacionalitat. De fet l'aigua la central de Vielha procedeix de la fusió de neu durant el desgel, així com de les pluges de la primavera i la tardor. El factor de planta de les centrals alimentades per desgel tendeix a estar en una forquilla de valors de 0,25-0,17.

## Troballes arqueològiques
El 14 de juny de 1978, a l'obrir-se una rasa per unes obres dintre del perímetre de la central, es van descobrir les restes d'una sepultura que contenia l'empremta d'un crani, així com l'aixovar funerari compost d'un got de ceràmica i un braçalet de bronze. La datació de les troballes és al voltant de l'any 6.000 A.C.

## Revinguda de 2013
El 17 i 18 de juny de l'any 2013 van coincidir unes precipitacions en forma d'aigua (pluges intenses de 120mm en 48h, dels quals més de 100 litres en menys de 24 hores), unes altes acumulacions de neu a les zones altes i l'augment de la temperatura que va provocar un desglaç accelerat. Aquestes causes van provocar una crescuda molt important en el cabal del riu Garona, encara que amb un període de retorn inferior a 50 anys.
Endesa controlava les comportes de la presa de Vielha, situada en el riu Garona, a escassos metres de l'edifici de la central d'Arties. El dia 18 de juny de 2013 les comportes de regulació estaven tancades. A partir de cert moment el material divers arrossegat pel riu, principalment arbres arrencats de les seves marges, va obturar l'estructura de moviment de les comportes de la presa que se situa per sobre d'aquestes. El nivell de l'aigua augmentà dramàticament rebentant el terraplè de la marge esquerra de la presa i augmentant sobtadament el cabal del riu de 158 a 223 metres cúbics per segon.
Els danys causats per l'aiguat agreujat per l'increment sobtat del cabal del riu Garona van ser molt elevats, obligant a evacuar temporalment poc més de 300 persones.
No existia cap procediment de coordinació entre la Confederació Hidrogràfica de l'Ebre i Endesa que permetés una resposta ràpida davant situacions excepcionals.

### Impacte del tancament de la presa
Alguns models hidràulics d'inundabilitat realitzats posteriorment determinaren que l'increment de les zones inundables a Arties (i aigües avall) a causa del trencament del terraplè de la presa respecte al fet que no s'hagués produït aquest trencament seria únicament d'un 0,8%.
En el cas en què la presa tingués les comportes completament obertes i fos totalment permeable als troncs i altres elements flotants s'hagués produït l'obturació parcial del pont del nucli urbà d'Arties situat aigües avall, incrementant-se en aquest cas les superfícies afectades fins a un 5,4%. Aquest escenari hagués estat pitjor al que realment va passar.
Ara be, altres models estableixen que el dany a causa del tancament de les comportes de la presa i conseqüent trencament del terraplè va ser del 19% superior respecte a la que s'hagués donat en cas d'un funcionament normal (que vol dir que el pont del nucli urbà d'Arties no s'hagués obturat) per a tota l'extensió simulada.